# César Rincón
Julio César Rincón Ramírez (Bogotá, 5 de setembre de 1965) és un torero colombià.
Amb deu anys va començar a interessar-se en el món del toreig. Fill de família humil, menor de cinc germans. El 1981 va arribar a Espanya, Còrdova, on va començar a realitzar els seus primers escarcejos amb l'ajut del seu compatriota, Pedro Domingo.
Va prendre l'alternativa el 8 de desembre de 1982 en la seua ciutat natal, sent el seu padrí Antoñete. El juliol de 1983 va confirmar la seua alternativa en la Plaça de bous de Mèxic, i al setembre de 1984 en Las Ventas, Madrid. Va debutar en França el 1991. En la Fira de Sant Isidre a Madrid de 1991 va tenir el seu moment de major esplendor durant dos dies seguits en els quals va eixir per la porta gran, fet que va repetir per tercera vegada un mes més tard, el 6 de juny, al costat de José Ortega Cano, en un mà a mà, i per quarta vegada a l'octubre, sent fins al 2007 l'únic torero en la història que ho ha aconseguit en una mateixa temporada. Repetiria dues vegades més l'eixida per la porta gran el 1995 i 2005.
Entre 1999 i 2002 va estar apartat del món del toro a causa d'una greu malaltia, hepatitis C, reapareixent el gener de 2003 en Olivença, província de Badajoz.
El dia 23 de setembre del 2007 es va retirar de les places taures, davant un públic que va omplir fins a les banderes la plaça Monumental de Barcelona, Catalunya.
Es va acomiadar del toreig en la Plaça de Bous de Santa Maria al febrer de 2008.